# Confederació de Sindicats Turcs
La Confederació de Sindicats Turcs (en turc: Türkiye Işçi Sendikalari Konfederasyonu), més coneguda per l'apòcope Türk-İş, és una de les quatre principals centrals sindicals de Turquia. Va ser creada el 1952 i és la més antiga de les quatre centrals, havent estat l'única organització sindical que va sobreviure al cop d'estat de 1980. Durant el període de Guerra Freda se l'acusà d'estar sota control de la xarxa anticomunista Gladio.
Türk-İş reivindica una afiliació d'1,75 milions treballadors. Forma part de la Confederació Sindical Internacional i la Confederació Europea de Sindicats. També és membre de la Comissió Sindical Consultiva de l'OCDE.